# Sunnyvale (California)

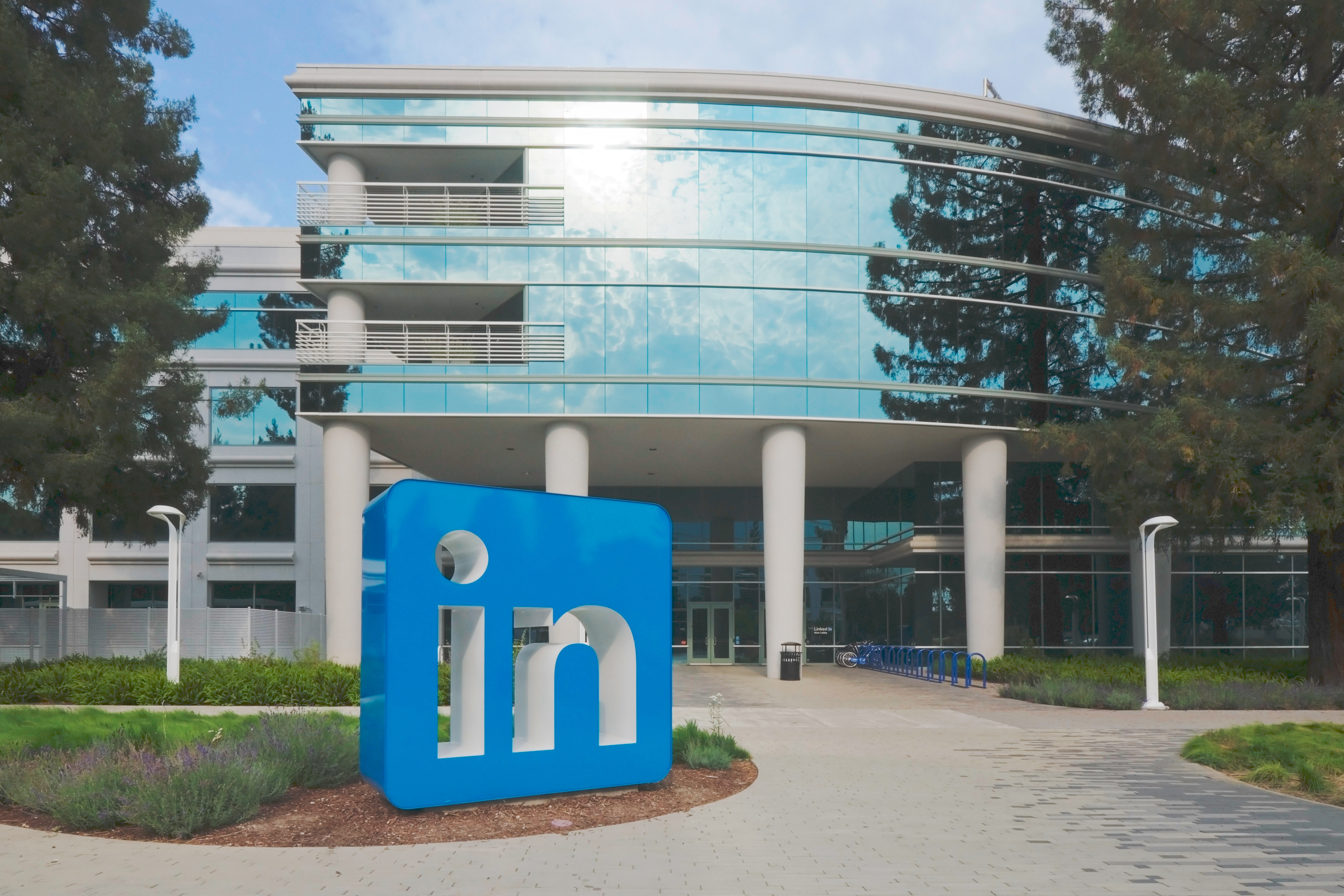
Edificio corporativo de LinkedIn

Sunnyvale es una ciudad situada en el condado de Santa Clara, California, Estados Unidos. Tiene una población estimada, a mediados de 2023, de 151 967 habitantes.
Está ubicada en el Valle de Santa Clara, en la región conocida como Silicon Valley.
Es la sede de varias compañías de alta tecnología, tales como Yahoo!, Honeywell, Lockheed Martin y LinkedIn. También en la ciudad tuvo su sede Atari, por lo que se la considera el lugar de nacimiento de la industria de los videojuegos.
Fue, a su vez, la sede de la base aérea Onizuka. La base recibió su nombre en honor del astronauta Ellison Onizuka, fallecido en el accidente sufrido por el transbordador espacial Challenger. Operó como centro de control de satélites artificiales de las fuerzas armadas estadounidenses hasta agosto de 2010.
En 2023 fue la tercera ciudad más segura de California y la novena de Estados Unidos, según SmartAsset.
Según el censo de 2020, la mitad de la población es de origen asiático.

## Historia
La zona estaba habitada originalmente por indígenas de la tribu ohlone.
En 1844 el inmigrante irlandés Martin Murphy Jr. llegó a California junto con un grupo de 50 personas, incluyendo 18 familiares. En 1849 le compró tierras del Valle de Santa Clara al terrateniente mexicano Mariano Castro. Esas tierras son las que ocupa hoy la ciudad de Sunnyvale.
Murphy comenzó plantando trigo y criando ganado y logró importantes utilidades a partir de la venta de cuero. Sus hermanos, Dan y John, abrieron una general store en las laderas de Sierra Nevada durante la fiebre del oro para proporcionar herramientas y alimentos a los mineros, y Martin les entregaba carne y granos. Este pequeño asentamiento minero recibió el nombre de Murphy.
En 1861, cuando se construyó el ferrocarril entre San Francisco y San Jose, Martin permitió que las vías férreas se instalaran a lo largo del pueblo, a fin de crear una estación para pasajeros y mercaderías.
Cuando Martin y su esposa fallecieron (1884 y 1992), sus tierras se dividieron entre sus herederos, y como consecuencia de los esfuerzos del empresario Walter Crossman, el área alrededor de la estación comenzó a desarrollarse rápidamente. El pueblo recibió el nombre de Sunnyvale en 1901 y se fundó como ciudad en 1912.
En 1972, el prototipo del primer videojuego de la historia, llamado Pong y diseñado por Atari, se instaló en Sunnyvale, en una taberna llamada Andy Capp's.

## Geografía
La ciudad está ubicada en las coordenadas 37°23′09″N 122°01′35″O / 37.38583, -122.02639 (37.385797, -122.026316).
Según la Oficina del Censo, tiene una superficie total de 59.00 km², de los cuales 57.14 km² corresponden a tierra firme y 1.86 km² están cubiertos de agua.
Su elevación media es de 18 metros sobre el nivel del mar.

## Demografía

### Censo de 2020
Según el censo de 2020, en ese momento la ciudad tenía una población de 155 805 habitantes.
| Raza                   | Núm.    | Porc.   |
| ---------------------- | ------- | ------- |
| Asiáticos              | 77 842  | 49.96%  |
| Blancos                | 46 551  | 29.88%  |
| Afroamericanos         | 2228    | 1.43%   |
| Amerindios             | 1081    | 0.69%   |
| Isleños del Pacífico   | 491     | 0.32%   |
| De otras razas         | 14 181  | 9.10%   |
| De una mezcla de razas | 13 431  | 8.62%   |
| Total                  | 155 805 | 100.00% |

Del total de la población, el 16.28% eran hispanos o latinos de cualquier raza.

### Evolución demográfica
| 117 229                                           | 131 760 | 140 081 | 155 805 | 151 967 |
| (Fuente: Oficina del Censo de los Estados Unidos) |         |         |         |         |

## Personalidades famosas
- Tony Anselmo, animador y voz del Pato Donald[13]
- Robert Hawkins, artista y pintor[14]
- Ashleigh Aston Moore, actriz[15]
- Teri Hatcher, actriz[16]
- Imran Khan, actor de Bollywood[17]
- Lee Pelekoudas, manager general interino de los Seattle Mariners, criado en Sunnyvale[18]
- Richard Farley, asesino en serie[19]
- Arthur Davis, animador y director[20]
- Timothy Linh Bui, cineasta.[21]
- Tony Bui, director de cine[22]
- Steve Kloves, guionista, director de cine y productor
- Antwon, artista de hip-hop[23]
- Brian MacLeod, músico[24]
- The Orange Peels, grupo musical[25]
- Juju Chang, personalidad de la televisión[26]
- Martin Ford, empresario, autor[27]
- Jeff Goodell, escritor[28]
- Michael S. Malone, talentos múltiples[29]
- Amy Tan, novelista[30]
- Tully Banta-Cain jugador de fútbol profesional[31]
- Brian Boitano, patinador artístico[13]
- Benny Brown, corredor[32]
- Sean Dawkins, jugador de la NFL. Vivió en Sunnyvale[33] mientras asistía al Homestead High School de Cupertino
- Penny Deen, nadador y entrenador[13]
- Francie Larrieu-Smith, atleta[31]
- Peter Ueberroth, Comisionado de la Major League Baseball, 1984-89[34]
- Bill Green, antiguo poseedor de un récord en atletismo en Estados Unidos y la NCAA, 5° en lanzamiento de martillo en los Juegos Olímpicos de 1984[35]
- Chris Pelekoudas, árbitro de la Major League Baseball. Vivió y murió en Sunnyvale[18]
- Troy Tulowitzki, jugador de la Major League Baseball player, graduado de Fremont High School
- Andrew Fire, Premio Nobel de Medicina 2006[30]
- Landon Curt Noll, astronómo, criptógrafo y matemático[36]
- Mark Rober, empleado del JPL de la NASA (2004–2011), científico youtuber